# Glaucopsyche velada
Glaucopsyche velada är en fjärilsart som beskrevs av Bustillo 1973. Glaucopsyche velada ingår i släktet Glaucopsyche och familjen juvelvingar. Inga underarter finns listade i Catalogue of Life.